# 甜茶

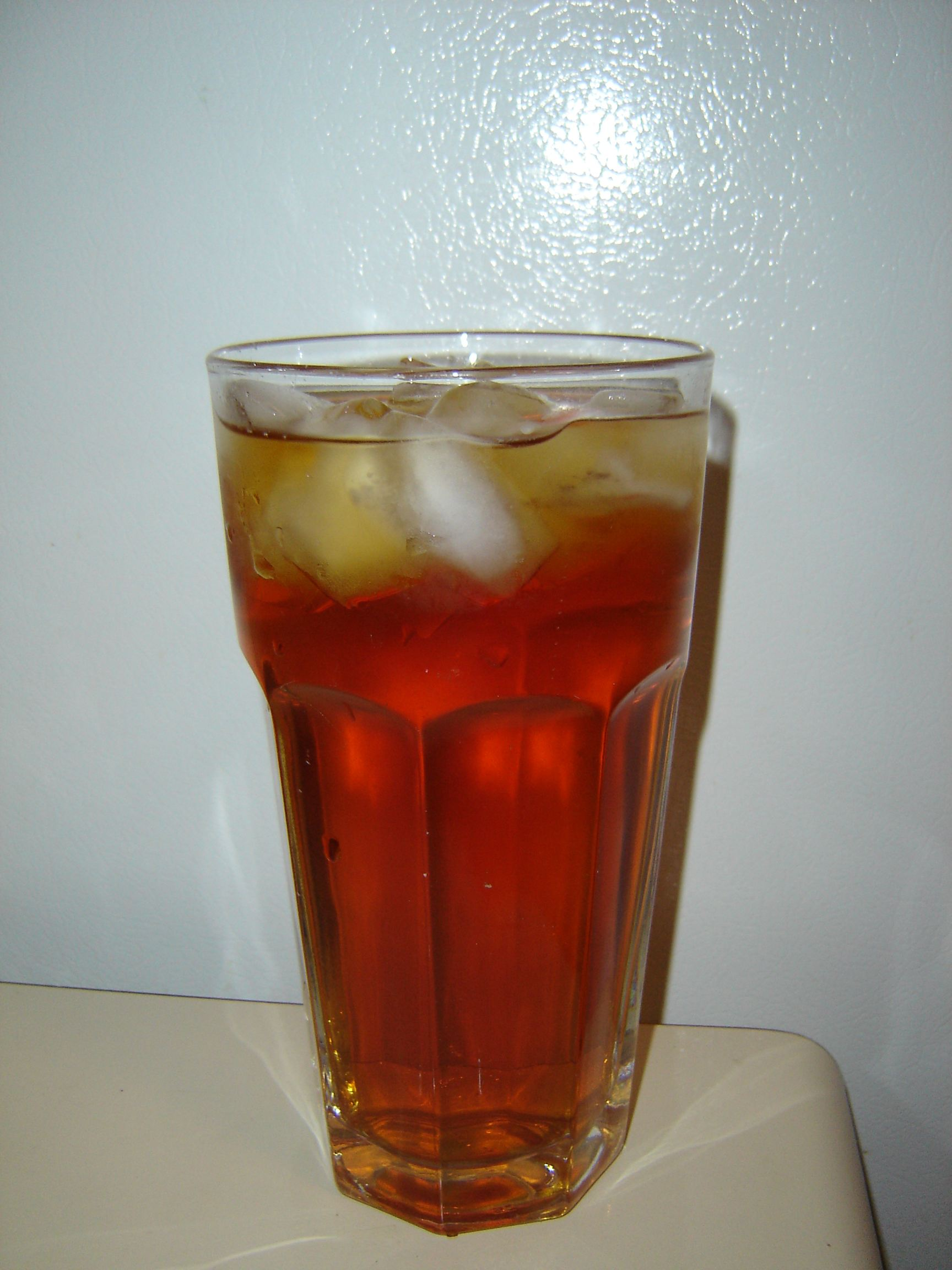
一杯甜茶

甜茶（Sweet tea）是一种在沖泡前或沖泡中往热水里加糖而制成的冰茶，这种带有明顯甜味的饮料广泛流行于美国南部地区。此茶一般由红茶做成，加入了大量的蔗糖，并且上桌时都会放入冰块。基本上都是冰的。